# Jelena Begović
Jelena Begović (in serbo Јелена Беговић?; Belgrado, 1970) è una politica e biologa molecolare serba, dal 2018 ricopre il ruolo di ministra della Scienza, dello Sviluppo Tecnologico e dell'Innovazione nel Governo della Serbia.

## Biografia
Jelena Begović ha completato la scuola primaria e secondaria a Belgrado. Ha iniziato il corso di Chimica per Ricerca e Sviluppo presso la Facoltà di Chimica, ma dopo il primo anno si è trasferita alla Facoltà di Biologia dell'Università di Belgrado.
Durante gli studi, ha trascorso due anni presso l'Università della Columbia Britannica in Canada, per poi tornare in Serbia dove si è laureata presso la Facoltà di Biologia dell'Università di Belgrado.
Dal 1998, è impiegata presso l'Istituto di Genetica Molecolare e Ingegneria Genetica dell'Università di Belgrado. Ha conseguito il Master nel 2002 e ha completato il dottorato in Genetica Molecolare presso la Facoltà di Biologia nel 2008. Dal 2018, ricopre il titolo di Ricercatrice Senior.
Dal 2014, è Direttrice dell'Istituto di Genetica Molecolare e Ingegneria Genetica. In precedenza, ha guidato il Laboratorio di Microbiologia Molecolare presso l'Istituto. Per oltre 20 anni, ha condotto ricerche nei campi della genetica molecolare e della biotecnologia, con applicazioni in diversi settori, tra cui l'industria alimentare e farmaceutica.
Ha pubblicato più di 60 articoli scientifici su riviste internazionali di prestigio ed è un membro attivo di numerose associazioni scientifiche.
Dal 2011, rappresenta la Repubblica di Serbia nel Consiglio dei Governatori – l'organo di gestione del Centro Internazionale per l'Ingegneria Genetica e la Biotecnologia, fondato dalle Nazioni Unite, con sedi in Italia, India e Sudafrica. Attraverso questa organizzazione, sono stati ottenuti significativi finanziamenti per progetti scientifici, conferenze e formazione di studenti dalla Serbia.
Attraverso vari progetti, partecipa attivamente all'implementazione di processi di trasferimento tecnologico e all'introduzione del concetto di innovazione nella ricerca in Serbia e nella regione. Nel corso degli anni, ha acquisito esperienza e conoscenze sull'intero processo di sviluppo delle innovazioni e sulla loro commercializzazione – dal laboratorio al mercato.
È coordinatrice del progetto di sviluppo e costruzione dei laboratori "Occhio di Fuoco" a Belgrado e Nis, che hanno avviato le loro attività nel 2020, contribuendo così al potenziamento delle capacità di testing della Serbia durante la pandemia.
Con il sostegno dello stato, nel 2021 ha istituito il Centro per la Sequenziamento e Bioinformatica presso l'Istituto, permettendo alla Serbia di iniziare a formare una banca nazionale di dati genomici.
È una delle ideatrici del progetto del campus BIO4, sostenuto dal Governo della Repubblica di Serbia, che mira a riunire ricercatori, imprenditori e aziende attorno a un'unica idea: lo sviluppo della Serbia attraverso la biomedicina e la biotecnologia. Per ulteriori dettagli, vedere il sito del Ministero della Scienza, dello Sviluppo Tecnologico e dell'Innovazione.